# Trzęsacz (jezioro)
Trzęsacz – jezioro na Równinie Goleniowskiej, położone w gminie Stepnica, w powiecie goleniowskim, w woj. zachodniopomorskim. 
Powierzchnia zbiornika wynosi 1,36 ha.
Jezioro powytopiskowe, nieprzepływowe. Należy do zlewni cząstkowej Gowienicy. Według typologii rybackiej należy do jezior karasiowych. Znajduje się w obrębie wstępnie udokumentowanego złoża torfu. 
W odległości ok. 400 m na północ płynie rzeka Świdnianka.
Nazwa Trzęsacz funkcjonuje od 1949 roku, kiedy to została zmieniona z poprzedniej niemieckiej nazwy Teufels See.